# Златарица
Златарица (болг. Златарица) — город в Болгарии. Находится в Великотырновской области, входит в общину Златарица. Население составляет 2757 человек.

## История
24 ноября 1877 года, в ходе Русско-турецкой войны, здесь произошло сражение между частями русской императорской армии и войском Османской империи.

## Политическая ситуация
Кмет (мэр) общины Златарица — Михайл Ганев (БСП).